# Esther Byrnes
Esther Fussell Byrnes (1867–1946) va ser una biòloga dels Estats Units d'Amèrica. Va ser membre de l'Acadèmia de Ciències de Nova York. També va ser tutora de les princeses de la família reial japonesa entre 1926 i 1927.
Va realitzar descobriments en la biologia marina, i va ser una de les primeres dones que es va dedicar a estudiar els copèpodes.

## Obres
- Byrnes, E. F. «The Fresh Water Cyclops of Long Island». Cold Spring Harbor Monographs. The Brooklyn Institute of Arts and Sciences, 7, 1909. DOI: 10.5962/bhl.title.10398.
- Byrnes, E. F. «The Metamorphosis of Cyclops americanus Marsh and Cyclops signatus var. tenuicornis». Cold Spring Harbor Monographs. The Brooklyn Institute of Arts and Sciences, 9, 1921.